# Wiktor Janukowytsch

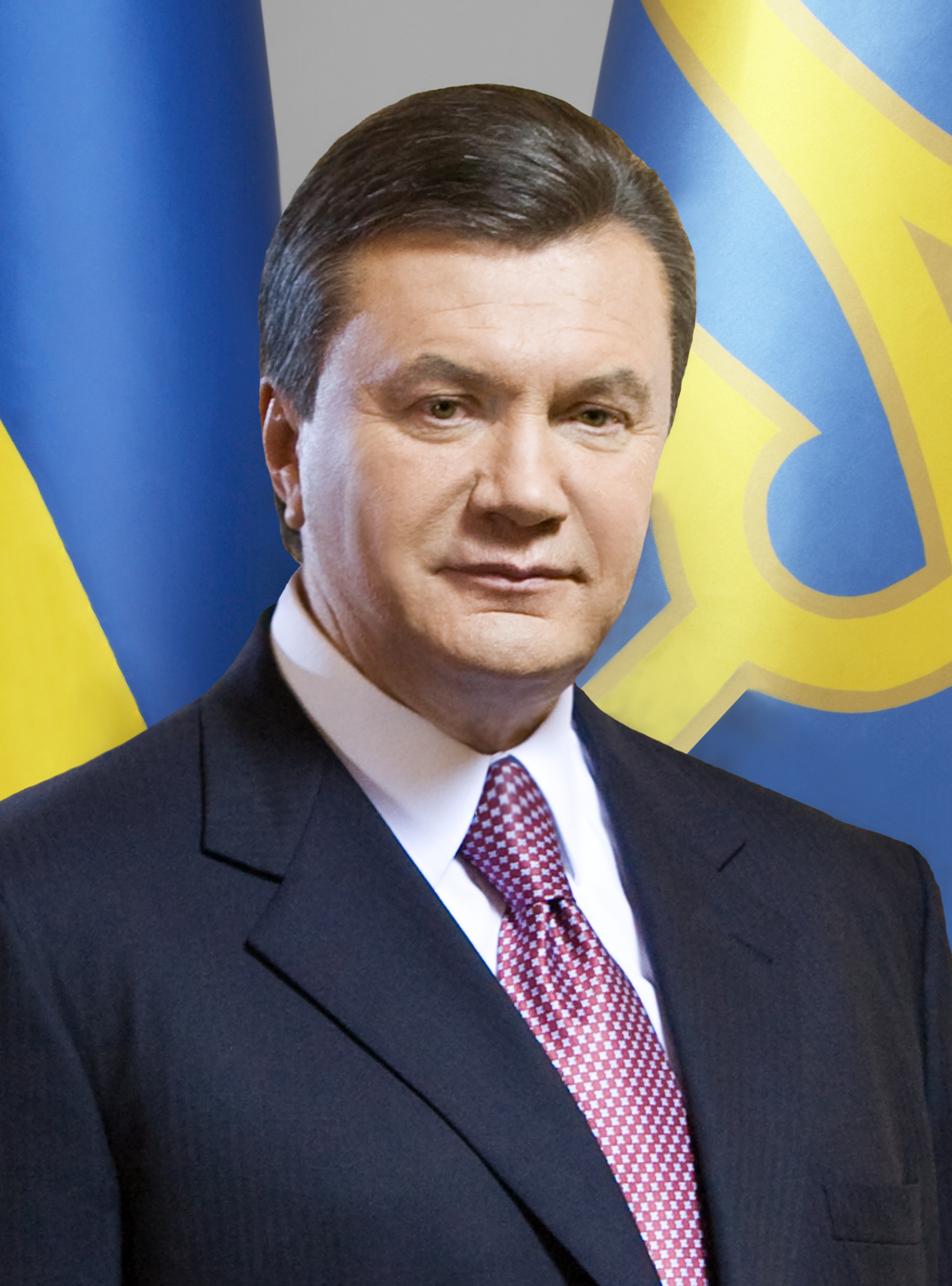
Wiktor Janukowytsch 2010

Wiktor Fedorowytsch Janukowytsch (ukrainisch Віктор Федорович Янукович, wiss. Transliteration Vìktor Fedorovič Janukovyčⓘ, russisch Виктор Фёдорович Янукович, wiss. Transliteration Viktor Fëdorovič Janukovič, in Deutschland oft Viktor Janukowitsch; * 9. Juli 1950 in Jenakijewo in der Oblast Stalino, Ukrainische SSR, Sowjetunion, heute Jenakijewe, Oblast Donezk, Ukraine) ist ein ukrainischer Politiker. Er gehörte bis März 2014 der Partei der Regionen an. Zwischen 2002 und 2005 sowie erneut 2006 und 2007 war er Ministerpräsident der Ukraine. Im Februar 2010 wurde er Präsident der Ukraine, am 22. Februar 2014 erklärte ihn das ukrainische Parlament im Zuge der Unruhen in Kiew aufgrund seiner Flucht für abgesetzt und erwirkte bei Interpol einen internationalen Haftbefehl gegen ihn. 2015 wurde die Fahndung eingestellt. Janukowytsch betrachtet seine Amtsenthebung als illegal. Im Zuge des Russisch-Ukrainischen Krieges tauchten Meldungen auf, Janukowytsch könnte von Russland nach Minsk gebracht worden sein.

## Beruflicher Werdegang und Privates
Janukowytsch stammt aus einer Arbeiterfamilie aus der Oblast Donezk; sein Vater, in Belarus geboren, stammte aus einer polnischen Familie aus Litauen, war Metallarbeiter, seine russische Mutter Krankenschwester – sie starb, als er zwei Jahre alt war. Nach ihrem Tod wuchs er bei seiner aus Warschau stammenden Großmutter auf. Seine Beziehung zum Vater wird nach dessen erneuter Heirat als kompliziert geschildert. Im Dezember 1967 und im Juni 1970 wurde Wiktor Janukowytsch einmal wegen Diebstahls und einmal wegen Körperverletzung zu Freiheitsstrafen verurteilt. Dazu erklärte er im Jahr 2002, dass man ihn zweimal für Delikte bestraft habe, an denen er nicht beteiligt gewesen sei, und dass seine Vorstrafen 1978 vom Donezker Oblastgericht gestrichen worden seien. Die meisten Dokumente über die Verurteilung von Janukowytsch sind heute nicht mehr auffindbar und die Echtheit der Unterlagen, die seine Rehabilitierung im Jahr 1978 belegen sollen, wurde von seinen politischen Gegnern wiederholt angezweifelt. Janukowytschs gerichtliche Verurteilungen werden häufig als Argumente gegen ihn verwendet.
1969 arbeitete er zunächst als Gasinstallateur in der Metallfabrik seiner Heimatstadt, 1973 erwarb er einen Abschluss am dortigen Bergbau-Technikum. In verschiedenen Medien wurde wiederholt berichtet, Janukowytsch sei 1974 für die UdSSR als Rennfahrer bei der Rallye Monte Carlo angetreten; die Rallye fiel in diesem Jahr wegen der Ölkrise allerdings aus. 1976 übernahm Janukowytsch die Leitung eines Fuhrparks in Jenakijewe. 1980 schloss er das Polytechnische Institut Donezk als Ingenieur für Maschinenbau/Mechanik ab. Außerdem hat er einen Abschluss der Ukrainischen Außenhandelsakademie als Magister für internationales Recht.
Janukowytsch arbeitete zunächst als Autoschlosser und Mechaniker. Etwa 20 Jahre lang war er anschließend in Führungspositionen von Industrieunternehmen („Donbastransremont“ – Донбастрансремонт, „Ukrwuhlepromtrans“ – Укрвуглепромтранс) sowie in der Donezker Oblast-Vereinigung für Automobilverkehr tätig.
Janukowytsch ist seit 1972 mit Ljudmila Oleksandriwna verheiratet, er hat die Söhne Oleksandr (* 1973) und Wiktor (1981–2015).

## Politische Karriere

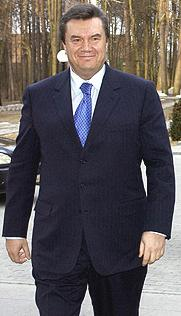
Wiktor Janukowytsch im April 2004

### Aufstieg
1996 wurde Janukowytsch als stellvertretender Vorsitzender in die Donezker Oblastverwaltung berufen. Vom 14. Mai 1997 bis November 2002 war er deren Vorsitzender sowie außerdem Abgeordneter im Donezker Oblastparlament. Von Mai 1999 bis Mai 2001 war er dessen Vorsitzender (Gouverneur).
Janukowytsch ist Doktor der Wirtschaftswissenschaften sowie Professor und Ordentliches Mitglied der Akademie für Wirtschaftswissenschaften der Ukraine. Er bekleidet noch weitere öffentliche Ämter, u. a. war er bis 2005 Vorsitzender des Nationalen Olympischen Komitees der Ukraine.

### Amt des Ministerpräsidenten
Am 21. November 2002 wurde Janukowytsch als Nachfolger Anatolij Kinachs Ministerpräsident der Ukraine. Bei der Präsidentschaftswahl in der Ukraine 2004 kandidierte Janukowytsch für das Amt des Präsidenten. Am 21. November kam es zur Stichwahl zwischen ihm und Wiktor Juschtschenko, der im September 2004 durch eine Dioxinvergiftung lebensgefährlich verletzt worden war. Janukowytsch gewann diesen zweiten Wahlgang nach ersten staatlichen Aussagen zunächst relativ knapp. Der Wahlsieg war jedoch von Wahlbetrugsvorwürfen überschattet, so dass nach den folgenden andauernden Massenprotesten (Orange Revolution) durch eine Entscheidung des Obersten Gerichtshofs in Kiew im Dezember die Stichwahl für ungültig erklärt und eine Wiederholung angeordnet wurde. Janukowytsch akzeptierte diese Entscheidung und unterlag bei den erneuten Stichwahl am 26. Dezember mit 44,19 % der Stimmen gegenüber Wiktor Juschtschenko mit 51,99 %. Am 31. Dezember 2004 kündigte Janukowytsch seinen Rücktritt als Ministerpräsident an. Präsident Kutschma nahm das Rücktrittsgesuch am 5. Januar 2005 an und bestimmte Vize-Regierungschef Mykola Asarow zum Nachfolger Janukowytschs.
Auf Empfehlung Paul Manaforts bewirtschaftete die Partei der Regionen Themen, die für das Land und die Wählerschaft Janukowytschs emotional waren, wie den Status der russischen Sprache und die Situation der russischsprachigen Bevölkerung, so die New York Times. Diese politische „Angriffsrichtung“ Janukowytschs passe exakt zu Russlands Aktionen auf der Krim, die laut einer 2006 von WikiLeaks veröffentlichten Depesche der US-Botschaft „Probleme wie den Status der russischen Sprache manipulierte“, um separatistische Gefühle zu schüren und die Bewegung der Ukraine nach Westen zu vereiteln. Die New York Times stellte 2022 auch fest, dass diese Rhetorik immer noch von Putin benutzt werde, um den Krieg gegen die Ukraine zu rechtfertigen.
Bei den Parlamentswahl im März 2006 konnte Janukowytschs Partei der Regionen überraschend eine relative Mehrheit von 186 der insgesamt 450 Sitze der Werchowna Rada für sich gewinnen, jedoch zunächst keine mehrheitsfähige Regierungskoalition bilden. Nachdem eine geplante Koalition aus dem von Präsident Juschtschenko geführten Bündnis Unsere Ukraine, dem Block Julija Tymoschenko (BJUT) und der Sozialistischen Partei unter Oleksandr Moros im Juli durch den Ausstieg der Sozialisten zerbrach, stiegen Janukowytschs Chancen auf das Amt des Regierungschefs. Präsident Juschtschenko erklärte nach einigem Zögern Anfang August seine Bereitschaft, ihn zum Ministerpräsidenten vorzuschlagen; die beiden Parteien der ehemaligen Gegner unterzeichneten ein Memorandum der Koalition der nationalen Einheit; am darauffolgenden Tag wurde seine Nominierung vom Parlament bestätigt.
Als Ministerpräsident unter dem westlich orientierten Staatspräsidenten Juschtschenko trat Janukowytsch gegen einen NATO-Beitritt der Ukraine ein, jedoch sprach er sich für einen Beitritt der Ukraine zur Europäischen Union aus und rückte somit teilweise von der engen außenpolitischen Orientierung an Russland ab.
Als Affront gegenüber Putin begrüßte Janukowytsch die geplante Errichtung eines Raketen-Abwehrsystems in Polen durch die USA. Den von Juschtschenko angestrebten Beitritt zur NATO lehnte die Partei der Regionen nicht mehr grundsätzlich ab.
Bei der vorgezogenen Parlamentswahl im September 2007 wurde Janukowytschs Partei zwar erneut stärkste Kraft, jedoch errangen die beiden gegnerischen Parteien der „Orangen Revolution“ überraschend eine knappe Mehrheit. Auf der ersten Sitzung der neu gewählten Werchowna Rada erklärte Janukowytsch seinen Rücktritt. Er blieb jedoch mitsamt seiner Regierung bis zur Wahl Tymoschenkos zur neuen Ministerpräsidentin am 18. Dezember 2007 im Amt. Nach seinem Rücktritt als Regierungschef wurde er erneut zum Fraktionsvorsitzenden der Partei der Regionen in der Werchowna Rada gewählt.

### Präsidentschaft

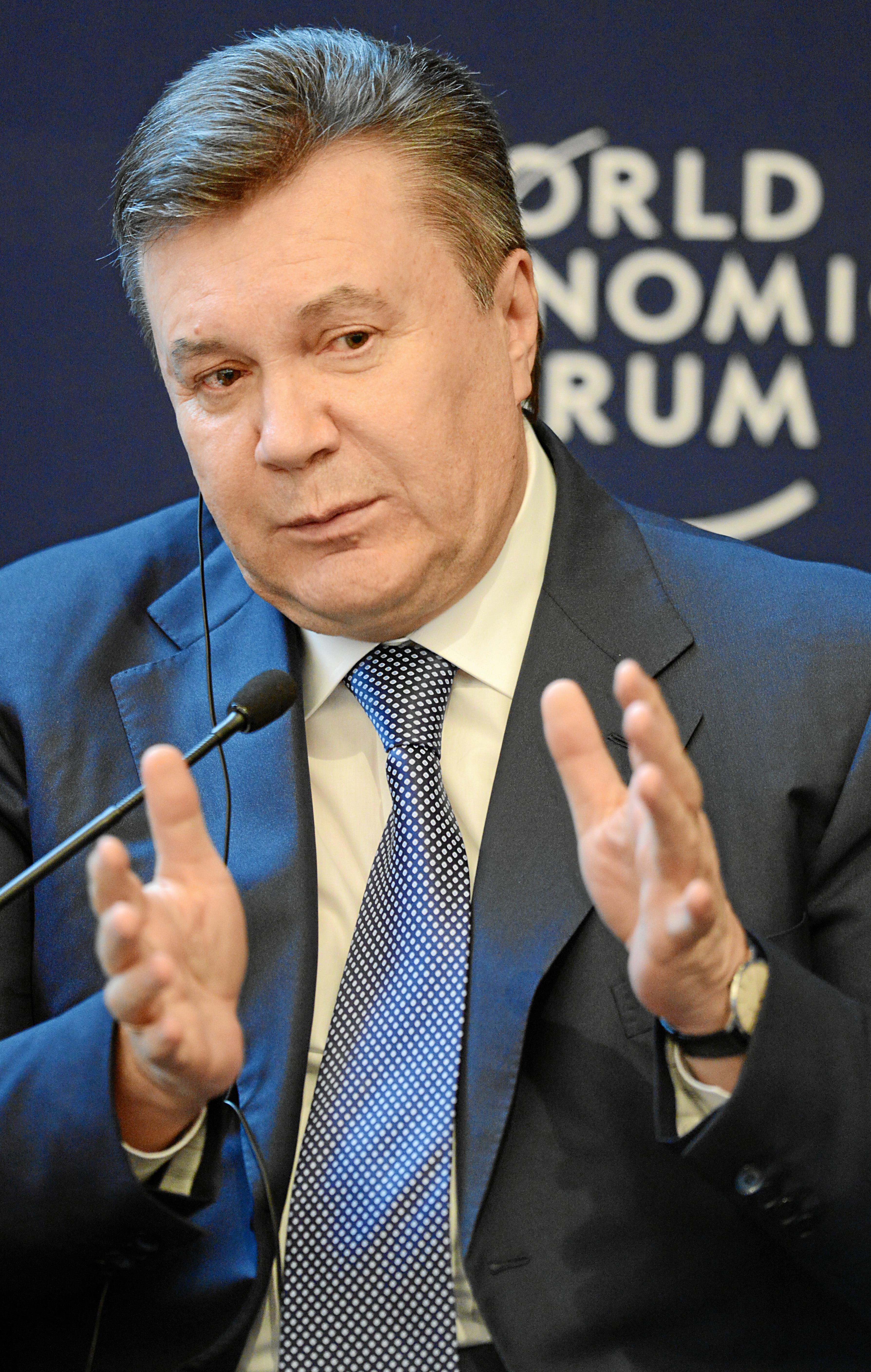
Wiktor Janukowytsch, Aufnahme beim Weltwirtschaftsforum in Davos im Januar 2013

Bei der Neuwahl des Staatspräsidenten Anfang 2010 für eine 5-jährig vorgesehene Amtsperiode setzte sich Wiktor Janukowytsch in der Stichwahl am 7. Februar 2010 mit 48,8 Prozent der Stimmen gegen Julija Tymoschenko durch. Der bisherige Amtsinhaber Wiktor Juschtschenko war bereits im ersten Wahlgang ausgeschieden. Seine Konkurrentin Tymoschenko zog ihre zunächst eingereichte Klage gegen das Wahlergebnis, das sie als Resultat von Manipulationen ansieht, wegen des absehbaren Scheiterns vor Gericht zurück. Am 25. Februar 2010 wurde Wiktor Janukowytsch als vierter Präsident der postsowjetischen Ukraine vereidigt.
Mit der Machtübernahme erreichte die Korruption eine neue Ebene, da Janukowytsch nicht wie Kutschma zuvor ein monarchieähnliches Checks-and-Balances-System, sondern eine vertikale Organisation anstrebte. Gemäß Yuliya Mostowa, der Herausgeberin der Oppositionszeitung Zerkalo Nedeli, war Janukowytsch jederzeit ganz einfach zu verstehen: „Janukowytsch wollte der reichste Mann Osteuropas werden.“ Andrew Wilson zitiert dazu den Energie-Experten Mykhailo Gonchar mit dem Problem „Janukowytsch wollte Präsident und Oligarch Nummer eins sein wie Putin oder Nasarbajew, nur dass die Ukraine kein Energie-Exporteur war.“ Allein der Betrieb seiner Luxusresidenz kostete 4 Millionen Euro pro Monat.
Ein nicht erwartetes Urteil des ukrainischen Verfassungsgerichtes erweiterte 2010 Janukowytschs Macht beträchtlich und verschob die Ukraine in Richtung eines autoritären Systems: Denn das Gericht entschied, dass eine seit 2004 im Gefolge der Orangen Revolution bestehende verfassungsrechtliche Beschränkung der Macht des Präsidenten zugunsten des Parlamentes ungültig sei, da sie nicht formell korrekt zustande gekommen sei. Darum gelte erneut die Verfassung in der Form vor ihrer Abänderung 2004. Der Präsident erhielt so direkten Zugriff auf die Regierung inklusive der Kabinettsbildung.
Vor Übernahme der Regierungsverantwortung nannte Janukowytsch 2008, zu Besuch in Russland auf einem Parteitag der russischen Regierungspartei Einiges Russland, die Idee einer zukünftigen Integration der Ukraine in einen einheitlichen Wirtschaftsraum mit Russland, Belarus und Kasachstan alternativlos, 2010 erwähnte er jedoch als Bedingung den Beitritt der Partner zur WTO. Nach seinem Amtsantritt im Februar 2010 erklärte Janukowytsch, die Ukraine wolle ein blockfreies Land sein und verstehe sich als „eine Brücke zwischen Russland und der EU“. Einer NATO-Mitgliedschaft erteilte er eine Absage. Die ukrainische Außenpolitik in den ersten Jahren seiner Präsidentschaft wurde von politischen Beobachtern im Ausland oft als widersprüchlich bewertet. Im Zusammenhang mit dem Strafprozess gegen Julija Tymoschenko setzte die EU die Unterzeichnung eines weitreichenden Assoziierungsabkommens mit der Ukraine vorläufig aus. Janukowytsch sprach zu diesem Zeitpunkt von Interesse an einer „gegenseitig vorteilhaften Zusammenarbeit“ im Rahmen der Zollunion mit Russland. Im März 2013 erklärte Janukowytsch, ein rascher Beitritt der Ukraine zur Zollunion stehe nicht zur Debatte.

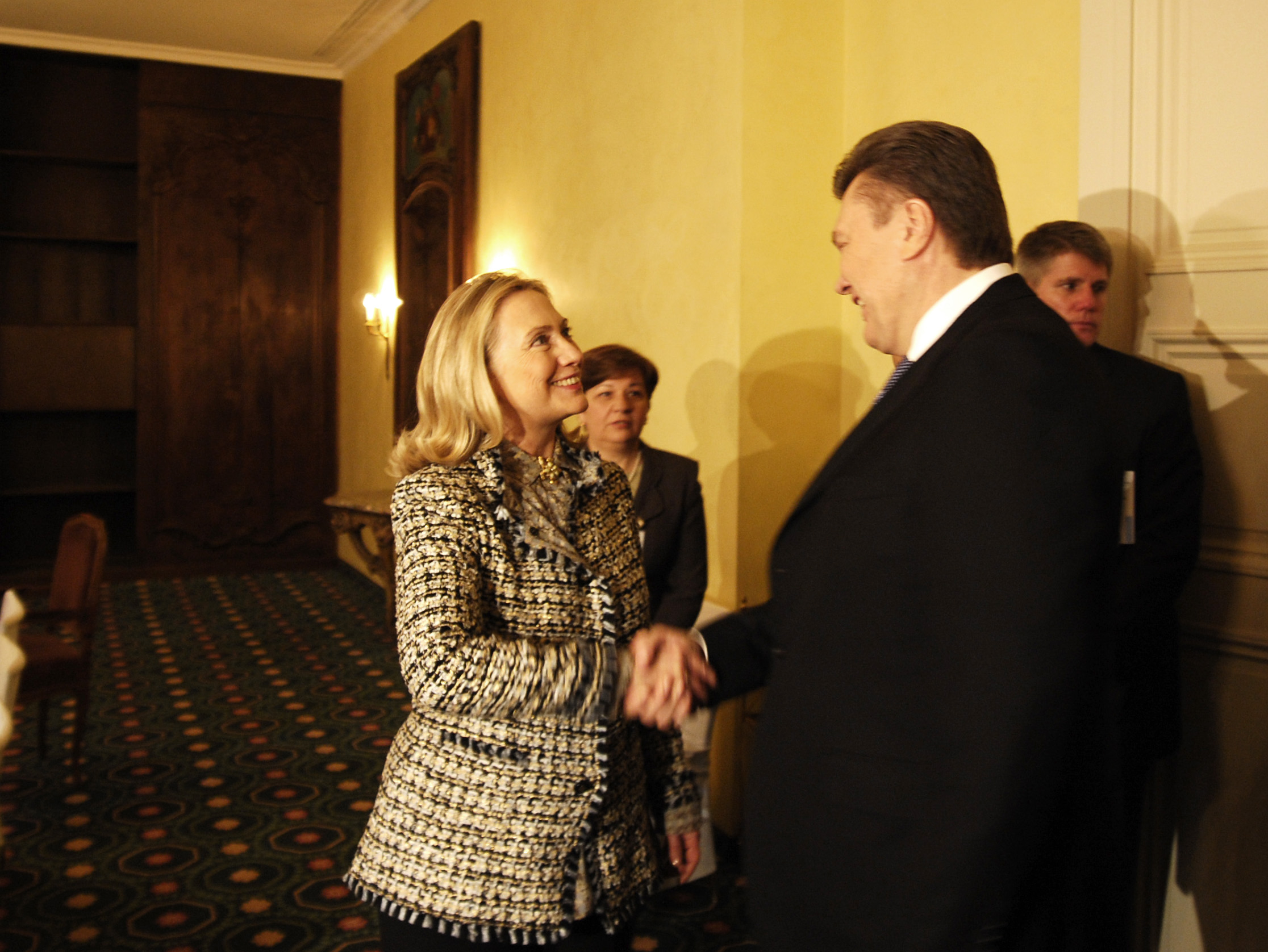
Janukowytsch und US-Außenministerin Hillary Clinton, 2012

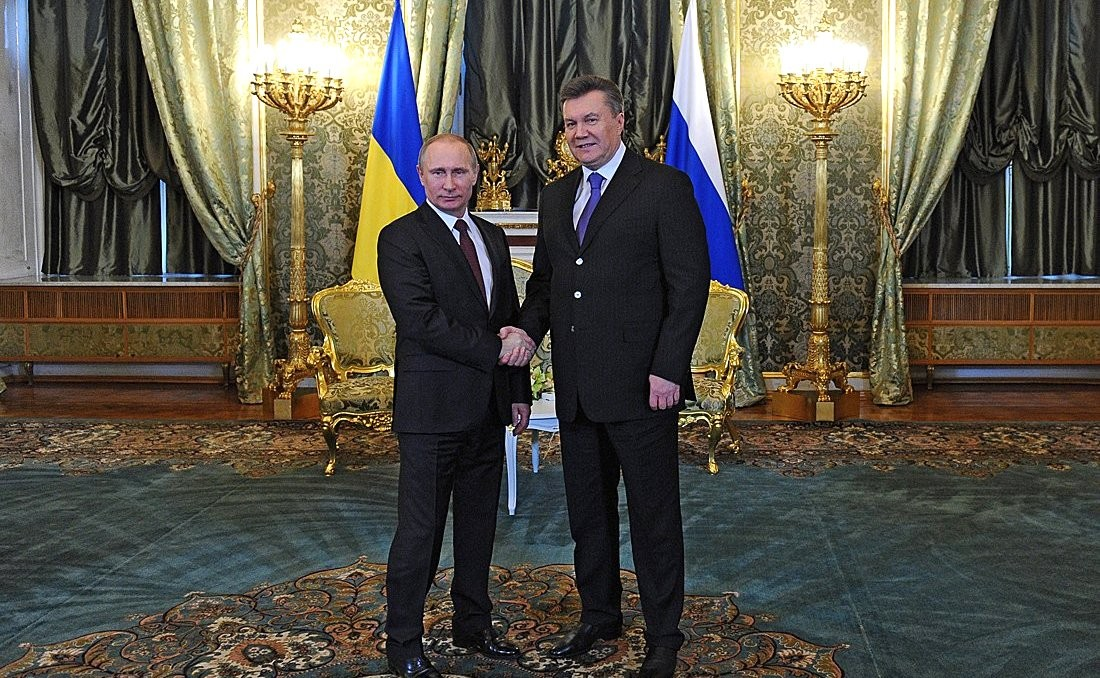
Janukowytsch mit dem russischen Staatspräsidenten Wladimir Putin, 2013

Am 21. November 2013 suspendierte die Regierung Asarow die Unterzeichnung des Assoziierungsabkommens mit der EU; die russischen Wirtschaftssanktionen bzw. der wirtschaftspolitische Druck Wladimir Putins war der Hauptgrund. Janukowytsch bekräftigte währenddessen in Wien den Willen seiner Regierung, an Europa „andocken“ zu wollen; die Ukraine ändere ihren EU-Kurs nicht; das Land strebe aber danach, dass seine nationalen Interessen berücksichtigt werden, und zurzeit sei die Ukraine zum Abschluss des Assoziierungsabkommens aus wirtschaftlichen Gründen noch nicht bereit. Janukowytsch erklärte am 24. November, niemand werde in der Lage sein, die Ukraine vom europäischen Weg abzubringen. Die Aussetzung des Abkommens gilt als Auslöser der Demonstrationen und Proteste in der Ukraine, die sich insgesamt gegen die Politik der Staatsführung richteten und den Rücktritt von Janukowytsch forderten.

### Absetzung

#### Hergang
Nach Darstellung Mykola Asarows trat dieser am 28. Januar vom Posten des Regierungschefs zurück und mit ihm die gesamte Regierung. Das daraufhin folgende Angebot des Präsidenten, einen Ministerpräsidenten vorzuschlagen und eine neue Regierung zu bilden, eine Koalitionsregierung der Nationalen Einheit war von der Opposition ausgeschlagen worden, weshalb der erste Stellvertreter Serhij Arbusow als Ministerpräsident agierte.
Nach monatelangen und zum Teil gewalttätigen Protesten im Rahmen des Euromaidan unterzeichnete Janukowytsch am 21. Februar 2014 mit der politischen Opposition des Landes eine Vereinbarung über die Beilegung der Krise in der Ukraine. In diesem Abkommen wurden unter anderem die Bildung eines neuen Kabinetts unter Beteiligung der Opposition, die Rückkehr zur Verfassung von 2004 und die Abhaltung einer vorgezogenen Präsidentschaftswahl bis Dezember 2014 vereinbart. 
Die Vereinbarung war unter Vermittlung der Außenminister Deutschlands (Steinmeier) und Polens (Sikorski) zustande gekommen, die das Abkommen auch mitunterzeichneten. Auch der informelle „Maidan-Rat“ der Protestierenden hatte, nach Medienberichten, dieser Vereinbarung zugestimmt. Die militant und rechtsextreme Splittergruppe „Prawyj Sektor“ („Rechter Sektor“) wies das Abkommen sofort entschieden zugunsten ihrer Maximalforderungen ab: sofortige Auflösung des Parlaments, sofortige Verhaftung des Innenministers, Verbot von Janukowitschs „Partei der Regionen“, umgehender Rücktritt des „Pseudo-Präsidenten“. Die Demonstranten auf dem Maidan begrüßten die Maßnahmen der Vereinbarung, lehnten aber den späten Wahltermin im Dezember ab, der nur wenige Monate vor den regulären Wahlen im März 2015 angesetzt worden war.
Die Polizei- und Wacheinheiten wurden am selben Tag von den Regierungsgebäuden in Kiew abgezogen. Wer genau den Befehl dazu gegeben hatte, war unklar. Die New York Times nahm an, dass Janukowitsch mit der Absicht, seiner Abreise aus Kiew nicht den Charakter einer Flucht zu verleihen, den Gouverneur von Charkiw angerufen und gebeten habe, eine Besichtigungstour durch eine Fabrik am nächsten Tag zu organisieren. „Da das Gebäude der Präsidialverwaltung und auch sein Haus seit dem Nachmittag des 21. Februar unbewacht waren, kam Janukowitsch zu dem Schluss, dass es auch für ihn an der Zeit sei, Kiew zu verlassen, zumindest für ein paar Tage“, hätten seine Vertrauten gesagt. „Als sie die Wachen rund um die Präsidialverwaltung abzogen, musste er gehen“, habe der Gouverneur von Charkiw Mychajlo Dobkin gesagt, der in Charkiw Zuflucht gesucht hatte. Am späten Abend des 21. Februar verließ Janukowytsch Kiew in Richtung Charkiw und gab sich dort Dobkin gegenüber zuversichtlich, was die Lage betraf. Wie später bekannt wurde, hatte Janukowytsch schon am 19. Februar begonnen, Vorbereitungen für seine Flucht zu treffen, noch vor der Eskalation der Gewalt und vor der Unterzeichnung der Vereinbarung mit der Opposition. Videoaufnahmen zeigten, wie er auf seinem Anwesen Bargeld und Wertgegenstände in bereitstehende Lieferwagen verlud.
Am selben Tag, dem 21. Februar, erfuhr Janukowytsch, dass die Demonstranten das Ergebnis seiner Verhandlungen mit den europäischen Außenministern und den Maidanvertretern ablehnten. Konrad Schuller (FAZ) schrieb, als Janukowytsch gesehen habe, wie der Majdan die Männer, die eben noch mit ihm ein Abkommen unterzeichnet hatten, in der Luft zerriss, müsse er verstanden haben, dass seine Zeit um war. Einer, der damals bei ihm war, habe berichtet, der Präsident sei überzeugt gewesen, die Opposition werde binnen weniger Stunden kommen „und ihn umbringen“. Noch vor Mitternacht vom 21. zum 22 Februar seien Janukowitsch, seine Geliebte und einige Begleiter deshalb in einen Hubschrauber geklettert. Während des Flugs habe er eine langjährige Vertraute angerufen und mitgeteilt, seine Wache habe ihm mitgeteilt, der Sturm komme, er habe noch vierzig Minuten. Schuller berichtet, Wolodymyr Parasjuk habe von einer Bühne des Maidan unter tosendem Jubel zum Sturm auf die Präsidentenkanzlei aufgerufen. „Wenn Janukowitsch bis zum Morgen nicht zurücktrete, werde man losziehen und ihn holen.“ Die Amtsräume des Präsidenten in Kiew und seine Privatresidenz wurden am nächsten Morgen, dem 22. Februar, von Gruppen Protestierender besetzt.
Am selben Tag stimmten in der Werchowna Rada 328 der 334 an dem Tag im Parlament registrierten Abgeordneten für die Resolution Über die Selbstentfernung des Präsidenten der Ukraine aus dem Amt und vorgezogene Präsidentschaftswahlen in der Ukraine. Dies entsprach 72,89 %. 328 Stimmen gegen 0 Gegenstimmen bei insgesamt 453 Abgeordneten, von denen 115 abwesend waren und 6 nicht wählten. Die Begründung der Resolution war, er übe sein Amt nicht aus, erfülle seine Verpflichtungen nicht und habe sich widerrechtlich Vollmachten angeeignet. Diese Abstimmung war juristisch umstritten. Es wurde eine Neuwahl zum Amt des Staatspräsidenten für den 25. Mai 2014 angekündigt. Janukowytsch erklärte hierzu am selben Tag in einem Fernseh-Interview, er sei weiterhin der Präsident der Ukraine. Einen Rücktritt von seinem Amt schloss er kategorisch aus. Er sprach von einem Staatsstreich und gesetzwidrigen Beschlüssen. Er äußerte: „Alles, was derzeit in diesem Parlament geschieht, ist Banditentum.“ und verglich die Vorgänge mit dem nationalsozialistischen Umsturz 1933 in Deutschland.
Janukowytsch bat Putin um ein Treffen, der dafür Rostow am Don vorschlug, doch auf Anweisung der neuen Regierung verhinderten Grenzbeamte seinen Abflug vom Flughafen Donezk. Daraufhin entschied er sich, auf die Krim zu fahren und bat unterwegs Putin um Unterstützung. Die russischen Sicherheitsdienste informierten während der Fahrt Janukowytsch, dass ein Hinterhalt auf ihn lauern würde. Es gibt bis heute (Stand 2023) keine Hinweise auf einen möglichen Überfall auf Janukowytsch, dieser ließ jedoch seine Autokolonne anhalten und wurde von drei russischen Militärhubschraubern auf ukrainischem Gebiet noch vor Erreichen der Krim abgeholt, von denen er zu seiner Überraschung nach Russland und nicht auf die Krim geflogen wurde. Putin erklärte später: „Wir trafen Vorkehrungen, um ihn direkt aus Donezk herauszubringen, auf dem Land-, See- oder Luftweg.“ Janukowytsch forderte, auf die Krim gebracht zu werden und wurde von Anapa an der russischen Schwarzmeerküste auf einen Militärstützpunkt auf der Krim geflogen. Dort traf er auf eine unübersichtliche Situation und nachdem dort die ukrainischen Sicherheitsbehörden mit einem Haftbefehl nach ihm fahndeten, beschloss Janukowytsch die Krim wieder zu verlassen. „Ich fasste den Entschluss, außer Landes zu gehen, als mir klar wurde, dass mein Leben in Gefahr wäre, wenn ich in der Ukraine bliebe“, sagte Janukowytsch später. Er verließ die Ukraine am Abend des 23. Februar auf einem Schiff vom Flottenstützpunkt Sewastopol nach Russland.

#### Staats- und völkerrechtliche Aspekte der Absetzung
Es war juristisch umstritten, ob die Absetzung von Janukowytsch mit der ukrainischen Verfassung vereinbar war. Sein Anwalt gab im November 2021 bekannt, dass Janukowytsch Klage gegen die seiner Meinung nach illegale Absetzung durch die Werchowna Rada einlegen werde.
Laut Artikel 108 sah die ukrainische Verfassung neben dem Tod des Amtsinhabers oder dessen Rücktritt nur die Absetzung aus gesundheitlichen Gründen oder im Zuge eines Amtsenthebungsverfahrens vor.
Artikel 108. „Die Befugnisse des Präsidenten der Ukraine enden vorzeitig in folgenden Fällen:
1) Rücktritt;
2) Verhinderung der Amtsausübung aus gesundheitlichen Gründen;
3) Amtsenthebung in einem Amtsenthebungsverfahren;
4) Tod.

Eine Amtsenthebung kommt nach Artikel 111 bei Hochverrat und anderen schweren Verbrechen in Frage. Ein solcher Prozess wurde aber im Fall Janukowytsch nicht durchlaufen. Der vom Parlament genannte Grund, dass er durch Verlassen des Landes seine Präsidentschaft verwirkt hätte, ist in der Verfassung nicht vorgesehen.
Artikel 111. Der Präsident der Ukraine kann wegen des Begehens von Hochverrat oder eines anderen Verbrechens vom Parlament der Ukraine in einem Amtsenthebungsverfahren vorzeitig des Amtes enthoben werden. (…)
Zur Durchführung der Untersuchung bildet das Parlament der Ukraine eine nichtständige Untersuchungskommission, der ein Sonderstaatsanwalt und Sonderermittler angehören. (…)
Der Beschluss über die Amtsenthebung des Präsidenten der Ukraine im Amtsenthebungsverfahren wird vom Parlament der Ukraine mit der Mehrheit von mindestens drei Vierteln der durch die Verfassung bestimmten Anzahl seiner Mitglieder nach der Prüfung der Sache durch das Verfassungsgericht der Ukraine und nach Erhalt seines Gutachtens bzgl. der Einhaltung des verfassungsmäßigen Verfahrens der Untersuchung und Behandlung des Amtsenthebungsverfahrens und des Gutachtens des Obersten Gerichts darüber, dass die Handlungen, deren der Präsident der Ukraine angeklagt wird, den Tatbestand des Hochverrats oder eines anderen Verbrechens erfüllen, gefällt.
Ein solches Amtsenthebungsverfahren hätte nach der Verfassung von der Mehrheit der Abgeordneten der Werchowna Rada der Ukraine initiiert werden müssen. Zur Durchführung des Untersuchungsverfahrens würde die Rada eine spezielle Untersuchungskommission auf Zeit einsetzen, die aus einem Spezialbevollmächtigten sowie speziellen Ermittlern bestünde. Die Ergebnisse und Vorschläge der temporären Ermittlungskommission müssten in einer Sitzung der Werchowna Rada berücksichtigt werden. Gegebenenfalls würde diese dann mit wenigstens zwei Drittel ihrer Stimmen die Anklage des Präsidenten der Ukraine beantragen. Nachdem der Fall vom Verfassungsgericht der Ukraine überprüft und kommentiert und die Akten festgestellt worden wären, welche den Staatsverrat oder ein anderes Verbrechen des Präsidenten der Ukraine dokumentieren, müsste die Entscheidung über die Entfernung des Präsidenten der Ukraine aus seinem Amt im Wege des Amtsenthebungsverfahrens schließlich von wenigstens drei Vierteln der Abgeordneten getroffen werden. In der durch die Verfassung nicht abgedeckten, kurzfristigen Abstimmung hatte das Parlament nur eine Zustimmung von 72,89 % statt 75% der Abgeordneten erreicht.
Rein juristisch war Janukowytsch auch über die Entscheidung der Rada vom 23. Februar hinaus der rechtmäßige Präsident der Ukraine bis zur Präsidentschaftswahl in der Ukraine 2014, die diese Frage obsolet machte.
Dagegen unterscheidet der Völkerrechtler Jasper Finke wie auch Stefan Talmon in dieser Frage zwischen Verfassungsrecht und Völkerrecht:

„Es ist völlig unerheblich, ob Janukowitsch noch rechtmäßiger Präsident der Ukraine ist nach dem ukrainischen Verfassungsrecht. Denn hier greift der sogenannte Effektivitätsgrundsatz – das heißt, völkerrechtlich kommt es darauf an, ob die neue Regierung effektiv Herrschaftsgewalt in der Ukraine ausübt.“

Mit dem Wechsel des Innenministeriums, des Geheimdienstes SBU und der Armee „auf die Seite des Volkes“ sowie der Opposition am 22. Februar existierte keine effektive Herrschaftsgewalt Janukowytschs mehr.
Claus Kreß, Direktor des Instituts für Friedenssicherungsrecht an der Universität Köln, und Christian J. Tams sehen nur seltene Ausnahmen von dieser völkerrechtlichen Sicht auf einen faktischen Elitenwechsel: In jüngster Zeit habe die Staatengemeinschaft die Bereitschaft zu erkennen gegeben, von dem Effektivitätsprinzip eine eng umrissene Ausnahme zugunsten der Legitimität zu machen (Ahmad Tejan Kabbah), aber z. B. der Putsch in Sierra Leone lasse sich nicht mit dem Regierungswechsel in der Ukraine gleichsetzen. Die international nicht bestätigte Tobar-Doktrin von 1907 lehnte die völkerrechtliche Legitimität von illegalen Machtwechseln durch Gewaltanwendung für Südamerikanische Staaten ab, die Estrada-Doktrin hielte hingegen eine Nichtanerkennung für eine ausländische Einmischung.
Am 24. Februar 2014 erklärte der Sprecher der Europäischen Kommission, die EU habe die Entscheidung des ukrainischen Parlaments anerkannt, Janukowytsch seines Präsidentenamtes zu entheben.

### Exil
Am 27. Februar 2014 erhielt Janukowytsch Asyl in Russland. Am 28. Februar hielt er in Rostow am Don eine Pressekonferenz ab, in der er seine Sicht der Dinge schilderte. Janukowytsch legte dar, dass und warum er sich weiter für den rechtmäßigen Präsidenten der Ukraine hielt. Er sei nicht „abgesetzt“ worden, sondern habe sich nach Drohungen gezwungen gesehen, das Land zu verlassen. Sobald seine persönliche Sicherheit gewährleistet sei, werde er in die Ukraine zurückkehren. Die von der Übergangsregierung vorgesehene Präsidentschaftswahl am 25. Mai 2014 halte er für illegal und er werde nicht kandidieren. In der Ukraine hätten „junge Neofaschisten“ die Macht übernommen, es herrschten dort „Terror und Chaos“. Janukowytsch machte vor allem die „unverantwortliche Politik“ des Westens für diese Entwicklung verantwortlich.
Am 28. Februar 2014 ließ der Schweizer Bundesrat die Vermögenswerte von Janukowytsch und seinem engsten Umfeld, darunter auch seinem Sohn Oleksandr, in der Schweiz sperren. Mit diesem Schritt soll das Risiko einer Veruntreuung von staatlichem ukrainischem Eigentum vermieden werden. Banken in der Schweiz, die Gelder dieser Personen halten, müssen sie den zuständigen Behörden melden. Zugleich wurden in der Schweiz Ermittlungen wegen des Verdachts der Geldwäsche aufgenommen. Die Staatsanwaltschaft des Kantons Genf ließ Büroräume eines Unternehmens im Besitz von Oleksandr Janukowytsch durchsuchen. Auch in Österreich wurden Konten von Janukowytsch sowie von 17 Personen seines Umfeldes gesperrt.
Gemäß russischen Angaben hatte Janukowytsch am 1. März 2014 einen Brief an den russischen Präsidenten geschrieben mit der Bitte, in der Ukraine militärisch einzugreifen. Der französische Botschafter im Sicherheitsrat sagte dazu, vielleicht sei der Brief kein Betrug, aber der (falsche) Präsident wäre es. Der ukrainische Botschafter stellte dazu klar, dass es keine nachträgliche Rechtfertigung für die russischen Truppen in der Ukraine gebe.
Am 4. März 2014 erklärte der russische Präsident Putin auf einer Pressekonferenz, der legitime Präsident der Ukraine sei zwar „aus rein rechtlicher Sicht“ Janukowytsch, allerdings glaube er nicht, dass dieser noch eine politische Zukunft habe.
Am 6. März 2014 veröffentlichte der Rat der Europäischen Union mit seiner Verordnung (EU) Nr. 208/2014 vom 5. März 2014 die Liste der 18 Personen, deren Gelder und wirtschaftliche Ressourcen die EU zur Stärkung und Unterstützung der Rechtsstaatlichkeit in der Ukraine für zunächst ein Jahr einfriere. Diese Maßnahme zur Sicherung der Einziehung von Vermögenswerten der Personen, die als verantwortlich für Veruntreuung von staatlichem Vermögen der Ukraine identifiziert werden, richtete sich gegen den gestürzten Präsidenten, seine Söhne, einige Ex-Minister, hohe Beamte und mit ihnen verbundene Personen. Begründet wurde das mit in der Ukraine laufenden Ermittlungen gegen sie wegen Beteiligung an der Veruntreuung öffentlicher Gelder und ihres illegalen Transfers ins Ausland.
In einer Erklärung am 11. März 2014 fragte der ehemalige Präsident den Westen, ob dieser vergessen habe, was Faschismus sei; hinter der Regierung stehe eine Bande von Faschisten. Die Präsidentschaftswahl vom 25. Mai sei illegitim und illegal. In einer am 28. März veröffentlichten Stellungnahme erklärte Janukowytsch, statt einer Präsidentschaftswahl wäre es sinnvoll, einen Volksentscheid über die Föderalisierung des Landes durchzuführen. Am 26. Mai erklärte er allerdings, dass er die Ergebnisse der Wahl respektiere, betonte jedoch, dass für deren Legitimität der Südosten des Landes an der Wahl hätte teilnehmen müssen.
Am 29. März 2014 beschloss die Partei der Regionen auf einem Parteitag den Ausschluss Janukowytschs, der ehemaligen Ministerpräsidenten Mykola Asarow und Serhij Arbusow sowie weiterer mit der Amtszeit Janukowytschs verbundener Politiker. Am 14. Mai reichte Janukowytsch Klage beim Europäischen Gerichtshof gegen die gegen ihn und seine Söhne verhängten Sanktionen ein.
Janukowytsch stand seit Januar 2015 auf der internationalen Fahndungsliste mit der Bitte um Festnahme und Auslieferung. Auf der Website von Interpol stand bei seinem Namen eine sogenannte Rote Notiz. Dieser Haftbefehl wurde mittlerweile fallen gelassen.
Laut ukrainischen Medienberichten konnte der ukrainische Staat 2017 nach Gerichtsentscheiden rund 1,3 Milliarden Euro veruntreuter Mittel von Dutzenden Konten des Janukowytsch-Clans von der Oschadbank in den Staatshaushalt zurück überführen. Die Existenz der Konten wurde jedoch von Janukowytschs Anwälten dementiert.
Im Oktober 2017 bestätigt der Europäische Gerichtshof die Rechtmäßigkeit des Einfrierens von Vermögenswerten der ehemaligen ukrainischen Führungsriege durch den Rat der Europäischen Union zumindest für die Verlängerung von 2015 bis 2016. Trotz schleppender Verfahren der ukrainischen Behörden wurde die EU-Maßnahme wiederholt verlängert. Mehr, nämlich etwa 145 Mio. Franken waren entsprechend auf Schweizer Konten blockiert. Seither erstritten mehrere Betroffene vor den Gerichten die Freigabe beziehungsweise ihre Streichung von der Liste und ein großer Teil der Gelder floss bereits ab zur – vom Arrest ausgenommenen – Bezahlung der Rechtsanwälte Betroffener. Gegenwärtig (Stand 24. Februar 2022) enthält die EU-Liste noch 7 Personen, darunter Janukowytsch und seinen Sohn Oleksandr.

### Anklage wegen Hochverrats
Ein Gericht im Bezirk Obolon eröffnete am 4. Mai 2017 ein Verfahren wegen Hochverrats. Die Sitzung wurde sogleich um zwei Wochen vertagt, weil die Verteidigung eine unlautere Einflussnahme des Oberstaatsanwalts Luzenko auf das Richtergremium geltend machte. Janukowytsch selber konnte sich durch Videoschaltung aus seinem russischen Exil verteidigen. Zentraler Punkt der Anklage wegen Hochverrats ist Janukowytschs Brief an Präsident Putin mit der Bitte um die Entsendung von „Truppen“, welcher damals von russischer Seite im UNO-Sicherheitsrat präsentiert wurde. Anfang März 2018 behauptete Janukowytsch hingegen, er habe nicht um die russische Armee gebeten, sondern um eine „polizeiliche Friedensmission“. 2019 wurde Janukowytsch in Abwesenheit wegen Landesverrats zu 13 Jahren Haft verurteilt.

### Russischer Überfall auf die Ukraine 2022
Im März 2022 nach dem russischen Überfall forderte der zu dem Zeitpunkt 71-jährige Janukowytsch den ukrainischen Präsidenten Wolodymyr Selenskyj zur Aufgabe auf. Laut André Härtel von der Stiftung Wissenschaft und Politik hat Janukowytsch in einem Netzwerk als Apparatschik für die Interessen des sogenannten Donezker Clans eingestanden.

## Kritik

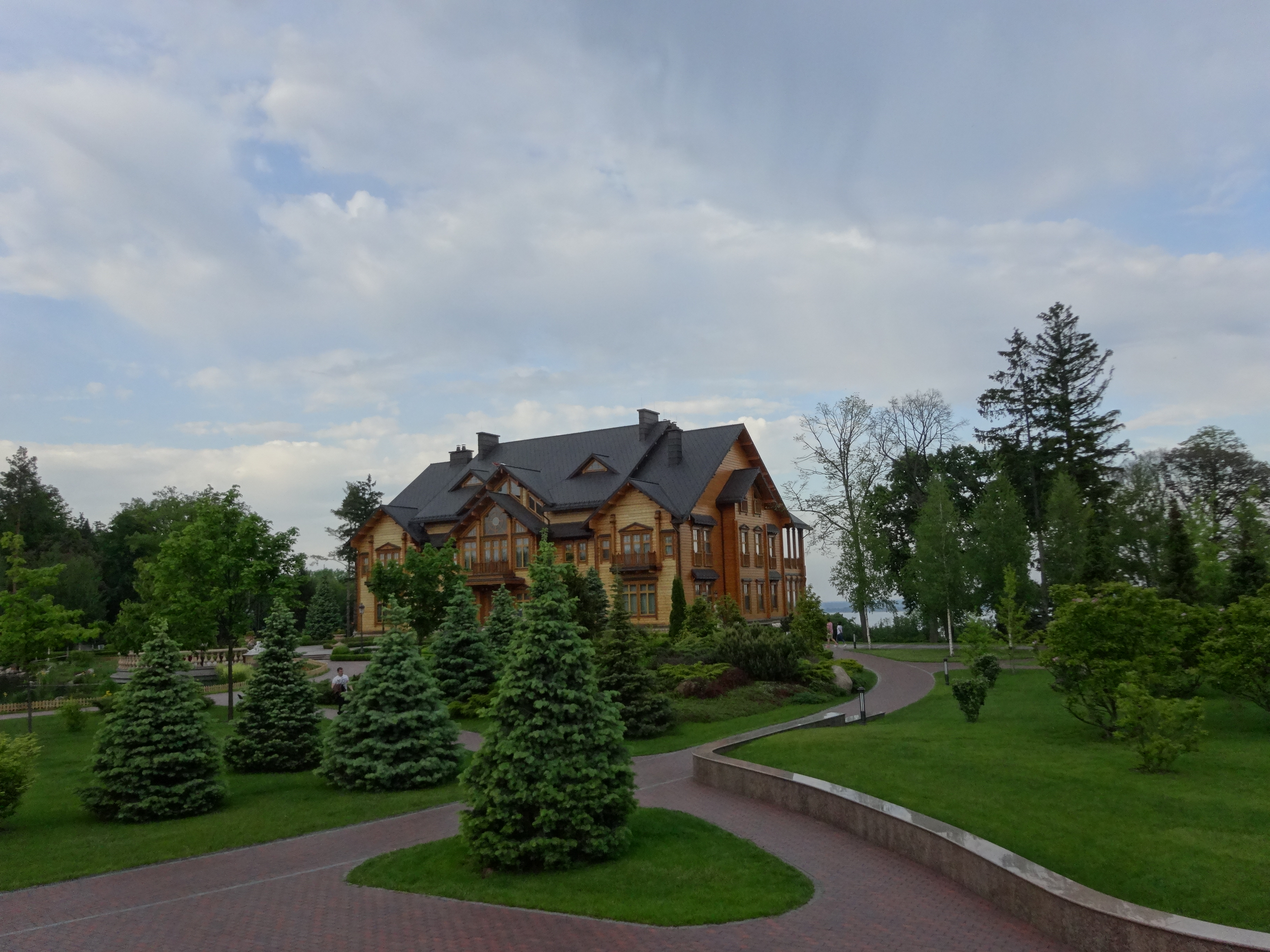
Janukowytschs ehemalige Villa Meschyhirja nördlich von Kiew

Janukowytsch wurde wiederholt vorgeworfen, sich während seiner Amtszeit stark am ukrainischen Staat bereichert zu haben, der Historiker Andreas Kappeler nennt die Regierungszeit Janukowytschs eine „autoritäre Kleptokratie“. Die Einsetzung der Regierung Asarow sei zudem verfassungswidrig mit einer Mehrheit der Abgeordneten erfolgt anstatt mit einer Koalition der Fraktionen wie in der Verfassung verlangt und habe so das Ergebnis der Parlamentswahl verfälscht.
Die BBC schätzte im Jahr 2018 den Diebstahl am ukrainischen Staat durch das Umfeld Janukowytschs auf 40 Milliarden US-Dollar. Andere Schätzungen gehen von bis zu 70 Milliarden US-Dollar aus. So hatte Janukowytsch die in Nowi Petriwzi 24 km nördlich von Kiew gelegene ehemalige Staatsresidenz Meschyhirja auf undurchsichtige Weise in sein Privateigentum überführt und luxuriös ausbauen lassen. Auch seine Familienangehörigen, insbesondere sein Sohn Oleksandr, sind während seiner Amtszeit auf unklare Art zu einem erheblichen Vermögen gelangt. Medienberichten zufolge wurde das Vermögen von Oleksandr Janukowytsch noch im Jahr 2012 auf etwa 100 Millionen US-Dollar und im Februar 2014 auf eine halbe Milliarde US-Dollar geschätzt. Er erklärte dazu wiederholt, dass der geschäftliche Erfolg seiner Firmen nicht dem Amt seines Vaters geschuldet sei. Kurz vor der Flucht aus der Residenz Meschyhirja sollen Wiktor Janukowytsch und seine Gefolgsleute versucht haben, mehr als 750 Papiere, unter anderem die Rechnungen, Verträge, Banküberweisungsscheine etc. im nahegelegenen Teich zu entsorgen, um womöglich Beweise für die Korruption des Regimes auszulöschen.

## Schriften
- Opportunity Ukraine. Mandelbaum Verlag, Wien 2011, ISBN 978-3-85476-379-6.